# Krwawy tyran – Henryk VIII
Krwawy tyran – Henryk VIII (ang. Henry VIII) – dwuczęściowy dramat w reżyserii Pete’a Travisa, wyprodukowany na zlecenie BBC w 2003 roku.

## Wprowadzenie
Henryk VIII przedstawia losy króla Anglii, Henryka VIII Tudora i jego sześciu żon: Katarzyny Aragońskiej, Anny Boleyn, Jane Seymour, Anny Kliwijskiej, Katarzyny Howard i Katarzyny Parr.
Film dzieli się na 2 części:
- część I (od śmierci króla Henryka VII do egzekucji Anny Boleyn)
- część II (od niszczenia klasztorów do śmierci Henryka VIII)

## Część I
Część pierwsza rozpoczyna się w momencie śmierci Henryka VII, założyciela dynastii Tudorów. Umierający król prosi swego następcę, 17-letniego wówczas syna, również Henryka o wspaniałe i mądre panowanie, a także o poślubienie żony zmarłego brata Henryka, Artura, Katarzyny Aragońskiej, hiszpańskiej księżniczki. Ostatnim życzeniem Henryka VII jest przedłużenie dopiero rozpoczętej dynastii. Młody Henryk musi spłodzić męskiego potomka, rządów kobiety Anglia nie zaakceptuje. Mija 17 lat. Spośród wszystkich dzieci Henryka i Katarzyny tylko jedno przezywa okres ciąży i dzieciństwo – córka, Maria. Jest jasne, że królowa Katarzyna nie będzie mogła mieć więcej dzieci, a Henryk potrzebuje syna. Nawiązuje więc romanse z Marią Boleyn i Elżbietą Blount oraz wieloma innymi kobietami. Ale główną miłością króla zostaje siostra Marii, Anna Boleyn. Inteligentna i wykształcona, w przeciwieństwie o swej siostry, nie oddaje się królowi w szybkim czasie. Nie chce nawet przyjąć tytułu „wielkiej królewskiej metresy”. Chce korony, ale Henryk ma żonę i aby ożenić się z Anną musiałby najpierw rozwieść się z Katarzyną Aragońską, a ta dobrowolnie nie zgodzi się na rozwód. Musiałaby uczynić z siebie ladacznicę, a córki bękarta.
Początkowo król pisze więc do Rzymu, ale ten odmawia – faktem jest, że w owym czasie cesarzem rzymsko-niemieckim był Karol V Habsburg, siostrzeniec Katarzyny Aragońskiej. Po kilku procesach, w których próbuje się udowodnić, że w chwili małżeństwa z królem Katarzyna nie była dziewicą (jej pierwszym mężem był brat Henryka, książę Artur) i nieudanych próbach zmuszenia królowej do rozwodu, król Henryk postanawia zerwać z kościołem katolickim i stworzyć nowy kościół anglikański (protestancki). Według prawa protestanckiego to król jest głową kościoła i sam może decydować o małżeństwie i rozwodzie. Tak więc ogłasza rozwód. Poślubia Annę, kiedy ta jest już w ciąży. Opiekuje się nienarodzonym dzieckiem. I przeżywa tragedię, gdy okazuje się, że jego upragniony zdrowy syn jest zdrowy, tyle że dziecko jest płci... żeńskiej. Córeczce nadaje się imię Elżbieta na cześć jej dwóch babć: Elżbiety York (matki Henryka) i Elżbiety Howard (po mężu Boleyn – matki Anny). Od tej pory Henryk nie zwraca uwagi na swą żonę. Zdradza ją i upadek królowej Anny jest coraz bliższy i coraz bardziej prawdopodobny. Wkrótce potem Anna Boleyn zostaje oskarżona o cudzołóstwo, zdradę króla i kazirodztwo. Mimo obrony i braku dowodów, Anna zostaje skazana na pobyt w Tower of London i śmierć. Henryk wynajmuje dla niej kata z Francji i każe przeprowadzić egzekucję poprzez ścięcie mieczem, a nie spalenie, czy też tortury. 19 maja 1536 Anna Boleyn, królowa Anglii zostaje odprowadzona na szafot i ścięta. Jej śmierć sygnalizuje wystrzał armaty, który Henryk słyszy i ma wyrzuty sumienia.